# Изложба „Четврти београдски Бијенале цртежа и мале пластике” (1999—2000)
Изложба „Четврти београдски Бијенале цртежа и мале пластике” се одржала у периоду од 21. децембра 1999. до 14. јануара 2000. године у Уметничком павиљону „Цвијета Зузорић” у Београду.

## Жири
Добитнике награда за цртеж и малу пластику је изабрао жири:
- Душан Оташевић
- Вељко Лалић
- Никола Шујица

## Излагачи
1. Драган Алексић
2. Ђорђе Арнаут
3. Милан Андрић
4. Исак Аслани
5. Бошко Атанацковић
6. Божидар Бабић
7. Светлана Бабић
8. Мирослав Бабић
9. Зоран Бановић
10. Милан Бесарабић
11. Жарко Бјелица
12. Анђелка Бојовић
13. Стојанка Бошњак
14. Катарина Булајић
15. Габријела Булатовић
16. Чедомир Васић
17. Габријела Васић
18. Милица Вергот
19. Светлана Волиц
20. Виолета Војводић
21. Едуард Балаш
22. Јоана Марковић Вулановић
23. Душан Вукша
24. Марко Вукша
25. Срђан Вукајловић
26. Кристина Ристић Вуковић
27. Биљана Вуковић
28. Никола Вукосављевић
29. Радислав Ратко Вучинић
30. Жарко Вучковић
31. Горан Гагић
32. Милутин Гајић
33. Габриел Глид
34. Олга Глишин
35. Зоран Граовац
36. Звонко Грмек
37. Милован Даго Даговић
38. Вјера Дамјановић
39. Љубомир Дамјановић
40. Оливера Даутовић
41. Александра Дедић
42. Фатима Дедић
43. Мирјана Денков
44. Горан Десанчић
45. Марија Димитрић
46. Зоран Димовски
47. Ивана Драгутиновић
48. Веселин Драшковић
49. Наташа Дробњак
50. Вера Ђенге
51. Милош Ђурђевић
52. Тања Ђокић
53. Александар Ђурић
54. Душан Ђокић
55. Дејан Ђуровић
56. Дубравка Ђукић
57. Жељко Ђуровић
58. Петар Ђуза
59. Милена Јефтић Ничева Костић
60. Мартин Ердеш
61. Душица Жарковић
62. Милица Жарковић
63. Синиша Жикић
64. Драган Здравковић
65. Љиљана Златковић
66. Бранка Јанковић Кнежевић
67. Љубодраг Јанковић
68. Драган Јовановић
69. Милена Јовановић
70. Добротин Зоран Јовановић
71. Дејан Јовчић
72. Драгана Јовчић
73. Душан Јуначков
74. Дарија Качић
75. Јасмина Калић
76. Иван Капичић
77. Божидар Кићевић
78. Зоран Клашња
79. Ивана Кличковић
80. Гордана Орлић Кнежевић
81. Весна Кнежевић
82. Дијана Кожовић
83. Милутин Копања
84. Милица Којчић
85. Душко Костић
86. Предраг Кочовић
87. Слободан Ковачевић
88. Мирјана Крстевска
89. Бранка Кузмановић
90. Радован Кузмановић
91. Живко Лазић
92. Ратко Лалић
93. Маја Маљевић
94. Елеонора Манић
95. Миломир Марковић
96. Јован Маринковић
97. Весна Масниковић
98. Милена Максимовић
99. Даница Масниковић
100. Елеонора Манић
101. Срђан Ђиле Марковић
102. Зоран Марјановић
103. Душан Марковић
104. Јован Миљковић
105. Драган Момиров
106. Жељко Миловић
107. Олга Милић
108. Лепосава Сибиновић Милошевић
109. Славко Миленковић
110. Јелена Минић
111. Јелена Милајдиновић
112. Весна Миличевић
113. Бранко Миљуш
114. Александар Лека Младеновић
115. Миодраг Млађовић
116. Весна Балкански Моравић
117. Жељка Момиров
118. Мирон Мутаовић
119. Миодраг Нагорни
120. Јасна Николић
121. Ненад Николић
122. Милија Нешић
123. Љубица В. Николић
124. Марина Накићеновић
125. Мирко Огњановић
126. Бојан Оташевић
127. Зорица Павковић Бижић
128. Марија Павловић
129. Иван Павић
130. Адам Пантић
131. Пепа Пашћан
132. Соња Павићевић
133. Никола Пешић
134. Ивона Плескоња
135. Божидар Плазинић
136. Драгана Пешић
137. Мирјана Петровић
138. Михаило М. Петковић
139. Вишња Петровић
140. Теа Поповић
141. Александар Поповић
142. Биљана Поповић
143. Рајко Попивода
144. Миша Поповић
145. Санвила Ђермановић Пореј
146. Јовица Првуловић
147. Божидар Продановић
148. Зоран Пурић
149. Селма Ђулизаревић
150. Петар Радловић
151. Слободан Радојковић
152. Срђан Радојковић
153. Балша Рајчевић
154. Драгана Ракић
155. Горан Ракић
156. Бранко Раковић
157. Маја Ракочевић
158. Александра Ракоњац
159. Чедомир Ранђеловић
160. Миодраг Роган
161. Братислав Савић
162. Никола Савић
163. Рада Селаковић
164. Драгана Скорић
165. Ђорђе Соколовски
166. Наталија Спасојевић
167. Драгана Станковић
168. Катарина Станковић
169. Добри Стојановић
170. Гордана Станишић
171. Вера Станарчевић
172. Љиљана Стојановић
173. Невенка Стојсављевић
174. Мирољуб Стаменковић
175. Маргарета Станојловић
176. Тодор Стевановић
177. Биљана Степанов
178. Наташа Стошић
179. Томислав Сухецки
180. Халил Тиквеша
181. Томислав Тодоровић
182. Радислав Тркуља
183. Зоран Фуруновић
184. Невена Јованчић Хаџи
185. Биљана Царић
186. Ана Церовић
187. Биљана Црнчанин
188. Гордана Чекић
189. Славиша Равногорац Чековић
190. Деспина Четник
191. Рада Чупић
192. Борислав Шупут